# Kłopoty (singel Natalii Zastępy)
Kłopoty – singiel polskiej piosenkarki Natalii Zastępy, wydany 29 listopada 2019 nakładem wytwórni Universal Music Polska. Piosenkę skomponowała Sanah, słowa napisał Maciej Wasio.
Trzeci w repertuarze Natalii utwór „Kłopoty”, to efekt współpracy z kompozytorką i piosenkarką Sanah oraz muzykami: Maciejem Wasio i Olafem Deriglasoffem. Mocno osadzone tony, żywe instrumenty, selektywna produkcja, to wszystko nadaje sznytu retro, a jednocześnie brzmi współcześnie.

## Lista Utworów
Singel CD
1. „Kłopoty” – 3:31

## Notowania na listach przebojów
| Kraj   | Lista (2019, 2020) | Najwyższa pozycja |
| ------ | ------------------ | ----------------- |
| Polska | AirPlay – Top      | 23                |
| Polska | AirPlay – Nowości  | 3                 |
| Polska | RMF                | 3                 |
| Polska | SLiP               | 16                |
| Polska | Zet                | 1                 |